# Liste des abbés de Chancelade
Liste des abbés de l'abbaye Notre-Dame de Chancelade.

## Liste des abbés

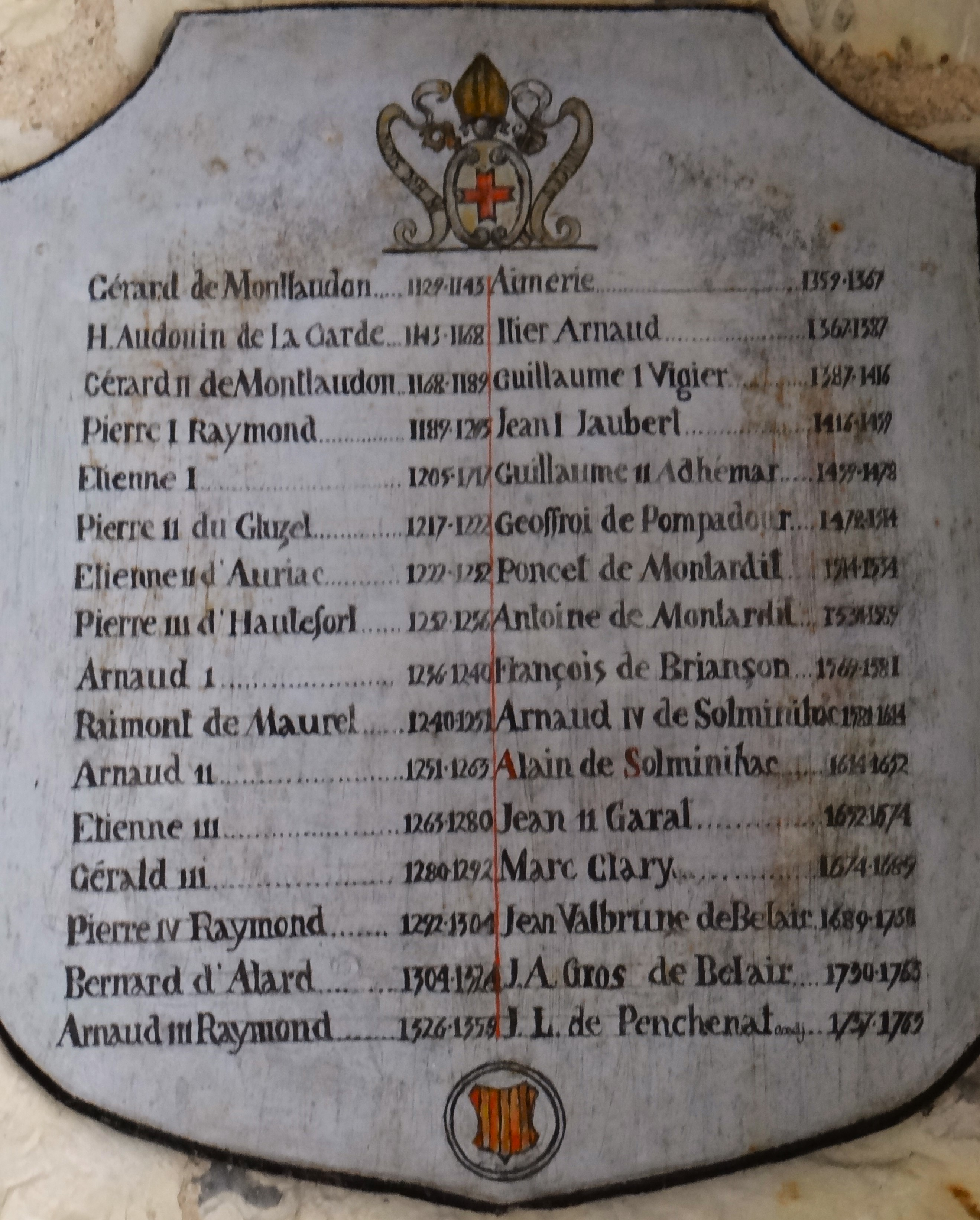
Liste des abbés de Chancelade se trouvant dans l'abbatiale.

Cette liste est une synthèse entre plusieurs listes qui présentent quelques contradictions entre elles et ne sont pas continues.
1. Géraud I de Montlau (1128-1143)
2. Elie-Audouin de La Garde (1143-1171)
3. Géraud II (1171-1199)
4. Pierre I Raymond (1199-1218)
5. Étienne I (1218-1224)
6. Emes (1224-1227), également abbé des Fontenelles
7. Pierre II de Cluzel (1227-1232)
8. Pierre III d’Hautefort (1232-1255)
9. Étienne II (12??-1280)
10. Géraud III (1280-1292)
11. Pierre IV Raymond (1292-1304)
12. Bernard I Alard (en 1305)
13. Hélie de Talleyrand-Périgord (1324-1339)[1]
14. Arnaud I Raymond (1339-1359)
15. Aymeric I de Boutelle (1359-1367)
16. Bernard II Ithier (1367-1387)
17. Guillaume I (1387-1416)
18. Jean II Jausbert (1416-1440)
19. Arnaud II de Bourdeille (1440-1459)
20. Guillaume II Adhémar de Monteil (1459-1465)
21. Aymeric II (1465-1482)
22. Geoffroy Hélie de Pompadour (1482-1514)
23. Poncet de Montardit (1514-1528)
24. Antoine de Montardit (1528-1575)
25. François de Briançon (1575-1581)
26. Arnaud III de Solminihac (1581-1614)
27. bienheureux Alain de Solminihac (1614-1658)
28. Jean II Garat (1658-1674)
29. Marc Clary (1674-1689)
30. Jean III de Valbrune de Bélair (1690-1730)
31. Jean IV Antoine Gros de Beler[2] (1730-1763)
32. Jean-Louis de Penchenat (1763-1789)[3]

## Liste des prieurs
En 1998, la congrégation de Saint-Victor s’est installée dans la prestigieuse abbaye
1. père Sébastien Revirand